# Louis Bonaparte

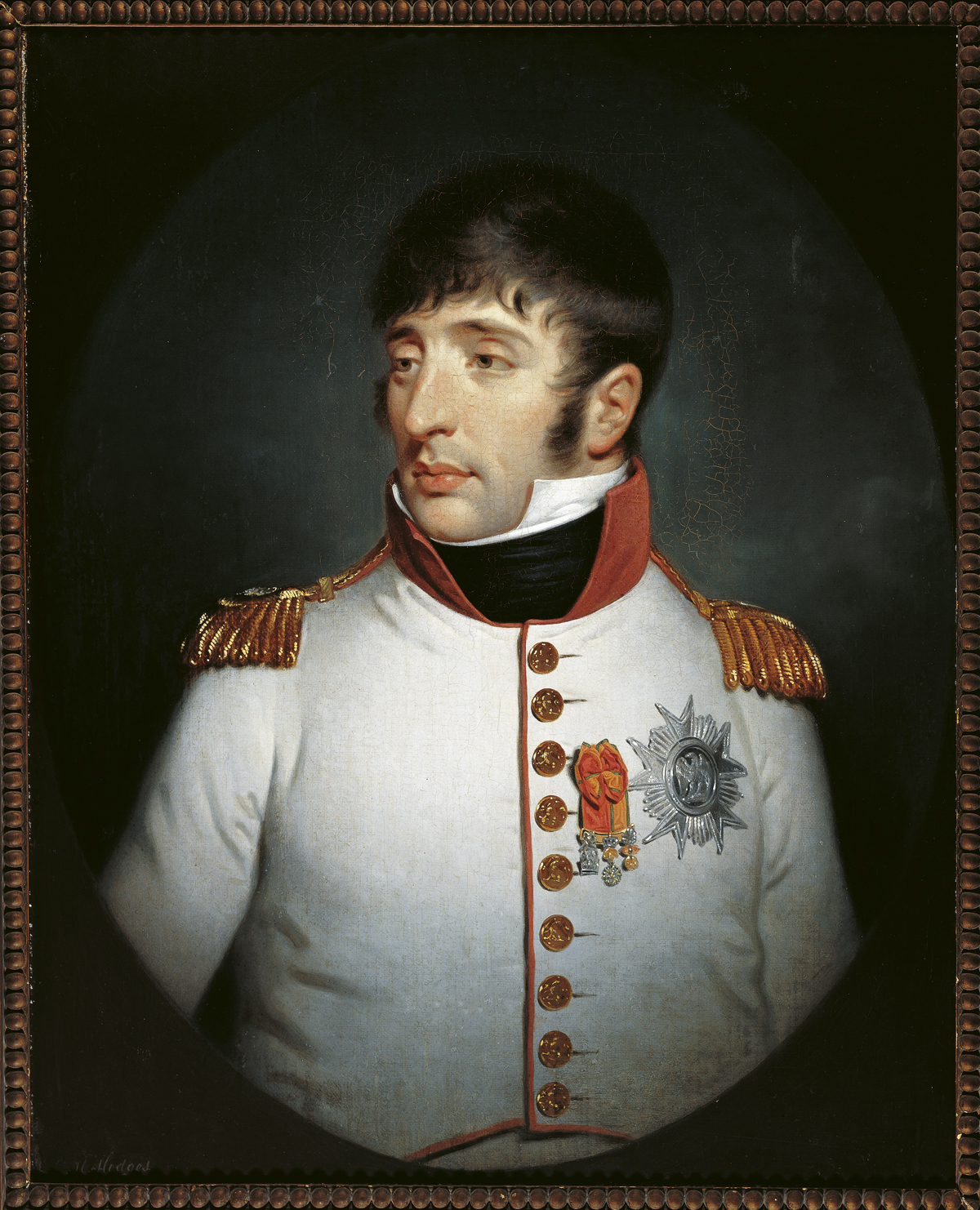
Lluís Napoleó

Lluís Napoleó Bonaparte o Lluís I d'Holanda (Lodewijk Napoleon en neerlandès), príncep francès, rei dels Països Baixos, comte de Saint-Leu (2 de setembre de 1778 - 25 de juliol de 1846) va ser un dels germans de l'emperador Napoleó I de França, fills de Carlo Buonaparte i Maria Letizia Ramolino.

## Biografia
El seu nom de naixement era Luigi Buonaparte i va néixer a Ajaccio, Còrsega.
Al principi de la seva carrera com a militar ja va participar amb Napoleó a la Campanya d'Egipte i gràcies a aquest esdeveniment ja va ser general als 25 anys.
Napoleó el nomenà rei d'Holanda el 5 de juny de 1806. Inicialment Lluís va instal·lar-se al palau del Binnenhof a La Haia però el 1807 decidí transferir la seva residència i la seu del govern a Amsterdam. Va adoptar el nom neerlandès de Lodewijk I i s'hauria esforçat a aprendre la llengua neerlandesa. Tanmateix, el mateix Napoleó el va forçar a abdicar per raons polítiques, després de la invasió de Rússia.
Després de la mort de Josep, el seu germà més gran, el 1844, Lluís va ser considerat pels bonapartistes com el legítim Emperador dels francesos, però ell no va prendre cap mesura en aquest sentit.
Lluís morí a Liorna, i va ser enterrat a Saint-Leu-la-Forêt, a la Île-de-France.

## Matrimoni i fills
Lluís es casà el 4 de gener de 1802 amb Hortense de Beauharnais, filla de Josefina de Beauharnais, qui va ser la primera esposa del seu germà Napoleó. Junts van tenir tres fills:
- Napoleó Carles Bonaparte, Príncep Reial d'Holanda que morí als 4 anys.
- Napoleó Lluís Bonaparte, que va ser el rei Lodewijk II per una setmana, entre l'abdicació del seu pare i la invasió d'Holanda per les tropes napoleòniques. Morí el 1831.
- Carles Lluís Napoleó Bonaparte (1808 – 1873). Esdevingut hereu, regnà com a Emperador Napoleó III de França (1852 – 1870).

Lluís també va tenir un fill il·legítim, François de Castelvecchio (26 d'abril de 1826 - 29 de maig de 1869).